# Kánikulai délután
A Kánikulai délután (eredeti cím: Dog Day Afternoon) 1975-ben bemutatott bűnügyi dráma. Rendező Sidney Lumet, a főszerepben Al Pacino. A film Oscar-díjat kapott a legjobb eredeti forgatókönyv kategóriában, és további 5 Oscar-díjra jelölték.
A film P.F. Kluge és Thomas Moore: The Boys in the Bank című újságcikke alapján született, ami a Life magazinban jelent meg és megtörtént esetet írt le: egy Brooklynban lévő bankot akart kirabolni 1972. augusztus 22-én John Wojtowicz és Salvatore Naturile.

## Cselekménye
1972. augusztus 22., New York, Brooklyn
A film a New Yorkban élők mindennapjainak bemutatásával kezdődik. A First Brooklyn Savings Bank előtt egy ütött-kopott sötét autóból göndör hajú fiatalember száll ki a sofőrülésből és a bejárat felé őgyeleg, ahol egy egyenruhás néger (Howard) a zárás közeledtével éppen lefelé ereszti az amerikai zászlót. A fiatalember visszamegy az autóhoz és a bent ülő két férfival beszél. A hátsó ülésről egy sötét öltönyös férfi száll ki egy bőr aktatáskával és bemegy a bankba. Nem sokkal később a másik férfi is kiszáll, és egy hosszú, világos színű, kék szalaggal átkötött csomagot a hóna alá csapva szintén bemegy a bankba, őt a fiatalember követi, akinek a néger őr szól, hogy hamarosan zárnak.
Az elsőnek érkezett férfi, „Sal” (John Cazale) az igazgató asztalához ül le és egy papírlapot nyújt át neki, majd a táskából egy géppisztolyt vesz elő és az igazgatóra szegezi. Az igazgató nem ijed meg, befejezi a telefont és leteszi a kagylót. A göndör fiatalember a másik férfinak (Sonny, Al Pacino) azt mondja, hogy ne csinálják, mert nem fog sikerülni és ő ki akar szállni. Sonny még megvárja, amíg egy fiatal anyuka a gyerekkocsiban ülő gyerekével távozik (az őr kulcsra zárja utánuk az ajtót), majd az ajándékcsomagnak kinéző hosszúkás dobozból puskát vesz elő és az alkalmazottakra szegezi és figyelmezteti őket, hogy ne nyomják meg a riasztót. A göndör fiatalember (akinél pisztoly van) még egyszer jelzi, hogy neki ez nem megy. Sonny kis gondolkodás után kinyittatja az őrrel az ajtót és elkéri a fiútól az autó kulcsait, aki a pisztolyát is átadja. A fiatalember az utcáról észrevesz egy íróasztal alá bújt alkalmazottat, ezt még megmondja Sonnynak, majd elmegy. Sonny egy festékes flakonnal lefúj két biztonsági kamerát.
Sonny mindenkit egy helyre terel, és a páncélterem kinyitását követeli az igazgatótól. Az igazgató előveszi a kulcsait, de Sonny észreveszi, hogy a riasztót beindító kulcsot akarta használni. Közli, hogy ő katolikus és nem akar bántani senkit. Az igazgató az egyik alkalmazottal nyittatja ki a széfet (a bankban szemmel láthatóan az igazgatón és az őrön kívül hat női alkalmazott tartózkodik). A nő kezébe egy műanyag szemeteszsákot ad, de az mindössze ezeregyszáz dollárt tud beletenni és sírva közli, hogy a pénzt már elszállították. Sonny dühöng, mert egy Jack nevű embertől kapott tippet arra vonatkozóan, hogy a bankban nagy összegű pénz van.
Kárpótlásként utazási csekkeket és néhány százdollárost szed össze a főpénztáros és egy alkalmazott közreműködésével, és úgy tűnik, vannak ismeretei a bankok működéséről, mert több összekötegelt pénzt a fiókban hagy, mert szerinte azok meg vannak jelölve. Elkéri a bank „regiszterét” (ez egy fekete dossziéban lévő néhány papírlapból áll, és nyilvántartást tartalmaz), ezt egy öngyújtóval meggyújtja és égve a szemeteskosárba teszi. Az égő köteg rosszul ég és sűrű füst gomolyog belőle. Sonny közli a társával, hogy készen vannak és mehetnek.
A szemközti járdán egy világos öltönyben lévő férfi észreveszi a bank utcai szellőzőjén kitóduló füstöt és az üvegajtóhoz megy. Sonny eközben próbálja eloltani a tüzet és a néger őrtől az ajtó kulcsát követeli, aki mintha rosszul lenne: hátrálni kezd. Az igazgató eközben az ajtóhoz megy és megnyugtatja a kint álló férfit.
Sonny a páncélterembe tereli a nőket, mert be akarja zárni őket, de a főpénztáros közli vele, hogy ki kell mennie a mosdóba, mert nem sokáig bírná ki. Sonny elkíséri a nőt a mosdóig, ahol még egy nőt találnak, aki elég régen kiment (eddig nem volt látható). Sonny dühösen visszakíséri a két nőt a páncélteremig és egy szemeteskosarat ad nekik pisilés céljából. A telefon újból cseng, az igazgató szerint ezúttal Sonnyt keresik. A megdöbbent Sonny felveszi a telefont: egy Eugene Moretti nevű (Charles Durning) rendőrőrmester hívja fel, és arról érdeklődik, hogy mit művel a bankban. A szemközti fodrászüzletből beszél, civilben van és néhány egyenruhás rendőr is van mellette. Rámutat Sonnyra, ezzel jelezve, hogy látja őt. Az utca felbolydul, több szirénázó rendőrautó érkezik, és egy csomó szájtátó is összefut, akiket a rendőrök megpróbálnak kordában tartani, nem sok sikerrel.
Sonny közli a nyomozóval, hogy hullákat fog kidobálni. A társa komolyan veszi, de Sonny azt mondja neki, hogy csak blöffölt. Kint eközben mesterlövészek helyezkednek el a tetőkön. Ugyanolyan kinézetű a puskájuk, mint ami Sonnynál van. A páncélteremben Howard, a néger őr asztmás rohamot kap és a földre csúszik.
Sonny az igazgatóval a hátsó, személyzeti bejárathoz megy, és közösen egy nehéz asztalt húznak az ajtó elé, hogy meg lehessen hallani, ha onnan akarna valaki bemenni. Sonny közben elmondja, hogy a rendőrök az Atticai börtönlázadáskor 42 embert lőttek le, és nem nézték, hogy ki bűnös vagy ártatlan.
Megérkezik az FBI, helyi vezetőjük egy bizonyos Sheldon (James Broderick), de a bankrablókkal való tárgyalást egyelőre továbbra is Moretti folytatja. Ugyanekkor megérkeznek az újságírók, fotósok és tévések is, akik még helikopterről is készítenek felvételeket, amíg a rendőrségi helikopter nem jelzi nekik, hogy távolodjanak el.
Moretti újból felhívja, és megtudja Sonnytól, hogy a társa neve Sal, harcoltak Vietnámban és öltek embert. Moretti azt kéri, hogy engedjenek el egy túszt, ezért Sonny kiküldi Howardot, aki gyenge lábakon áll, a főpénztárosnőnek kell támogatnia. A rendőrök Howardot bankrablóként kezelik, leteperik és pisztolyt szegeznek a fejéhez. A főpénztárosnő utánuk kiabálja, hogy ő túsz és hívjanak orvost hozzá.
Moretti meggyőzi Sonnyt, hogy jöjjön ki a bank elé, hogy lássa, mekkora rendőri erő vonult fel ellenük és ezért az ellenállás reménytelen. Sonny egy fehér kendővel, fegyvertelenül, a főpénztárosnő kíséretében kilép az utcára. A nő a bejárat közelében marad, Sonny azonban szabadon mozog a járdán, ahol mindenfelé rendőrök vannak, köztük civil ruhás fegyveresek is. A bankot az utca szintjén Moretti szerint legalább 250 közrendőr veszi körül, és Moretti a tetőkön lévő mesterlövészeket is megmutatja. Eközben valamennyien folyamatosan Sonnyra szegezik a fegyverüket, ami feldühíti Sonnyt és távolabbra parancsolja a fegyvereseket. Amikor elkezdi kiabálni az Atticai börtönlázadásra utaló Attica szót (ahol a támadó rendőrök a lázadók mellett sok ártatlant is megöltek), a tömeg egyetértése jeléül hamarosan skandálni kezdi a szót, majd a Sonny által elkezdett „fegyvert le!” felszólítást is.
Sonny anyja, apja és húga a tévé híreiből tudja meg a bankrablás tényét. Anyja azt mondja, hogy adott volna neki pénzt, ha kéri, amihez Sonny apja azt a megjegyzést fűzi, hogy „minek rabolt bankot, amikor itt van a fejőstehén anyja”.
Amikor Sonny vissza akar menni a bankba (Sal szólt neki, hogy legfeljebb 5 percig maradjon), Moretti erősen megfogja a nő kezét, de ő inkább visszamegy a többiekhez. Előtte a tévések a bank fölötti ablakból néhány kérdést tesznek fel a nőnek, aki válaszolgat nekik, majd integetve és mosolyogva bemegy Sonnyval együtt.
Látszik, hogy Sonnynak tetszik a felfordulás, amit okoztak, elújságolja Salnek, hogy egy csomó riporter és tévés van kint, akik őrájuk kíváncsiak. Az igazgatóval bekapcsoltat egy aprócska tévét. Nem sokkal később őt keresi az egyik tévériporter, Sonny még önmagát is látja a tévében. A riporter arról kérdezi, miért követte el a rablást. Sonny azt válaszolja, hogy nem kapott munkát, mivel nem szakszervezeti tag, anélkül pedig csak bankpénztárosnak vették volna fel, heti 120 dollárért, abból pedig nem tud kijönni, mert felesége van és két gyereke. Amikor Sonny visszakérdez, és a riporter fizetése felől érdeklődik, az adás „műszaki okok miatt” megszakad.
Sonny félrevonja Salt, aki azt mondja, azt ígérte, hogy ha nem sikerül a rablás, öngyilkosok lesznek, és ő nem akar visszamenni a sittre.
Sonny kis gondolkodás után azzal áll elő, hogy egy helikoptert és egy repülőgépet fognak kérni, ami bárhová elviheti őket. Ő Argentínát javasolja. Sal Wyomingba menne szívesen, mert nem tudja, hogy az Egyesült Államok egyik állama és nem önálló ország. Sonny szól a nőknek, hogy hívják fel telefonon, akit akarnak, mert elutaznak az országból (Salnek is szól, de ő azt mondja, hogy nincs senkije, akit felhívjon), majd kihívja Morettit az utcára, hogy ott beszéljenek. Amint kilép a bankból, ünneplő tömeg fogadja. Sonny azt kéri a rendőröktől, hogy tegyék el a fegyverüket, hiszen nála sincs fegyver és látványosan mutogatja csupasz kezét, az inge ujját is felhúzza. Néhány rendőr kelletlenül elteszi a fegyverét. Egy civil, piros nadrágos férfi oldalról lerohanja a neki éppen háttal álló Sonnyt, és a földön fekve ütlegelni kezdi és azt kiabálja, hogy „szabadítsák ki Mariát”. (Az egyik alkalmazottat valóban Mariának hívják, azt, aki sokáig volt a vécében és színes, hímzett blúza van). A férfit a civil ruhás rendőrök elfogják, elvonszolják és egy rendőrautóba ültetik. Sonny egy darabig a földön fekszik, de nem szenvedett komoly sérülést, csak a homlokán van egy horzsolás. Az igazgató a bejárathoz siet és azt mondja, Sal lelövi a túszokat, ha Sonny nem megy vissza, ezért Sonny egy pillanatra bemegy és megnyugtatja Salt, hogy nincs semmi baj.
Moretti azt akarja, Sonny engedje el az összes túszt, de Sonny azt mondja, hogy minden követelés fejében elenged egyet. Még azt kéri, hogy hozzák oda a feleségét. Két rendőr beszél egy kissé molett nővel, aki két kisgyerekkel van. Azt mondja, hogy Sonny felesége és valóban látott egy puskát a kocsiban, de többször elmondja, nem hiszi, hogy Sonny tényleg betört egy bankba, mert nem úgy ismeri.
A bankban kissé oldódik a hangulat, két nő egy tévésorozatot néz, egy másik viszont rosszul érzi magát. Sonny elindul az igazgatóval a légkondicionáló felé, ami az alagsorban van, hogy megnézzék, de útközben Sonny észreveszi, hogy a hátsó bejáratnál valaki matat, ezért kilövi az ajtó fölötti üvegablakot. Úgy tűnik, a rendőrök be akartak mászni hátul, mert kötéllel leeresztettek valakit, de a lövés után visszahúzzák. A lövést hátul és elöl is meghallják, mindkét helyen pánik tör ki. Sal a nőket, akik sikoltoznak, a páncélterem felé tereli, az ájultat is oda vonszolják a többiek.
Moretti egy megafonnal Sonnyt szólítja, de amikor az megjelenik, egymás szavába vágva egymást vádolják. Moretti megnyugtatja, hogy bár helikopter nem tud leszállni a tetőn, de valamilyen járművel kiviszik őket a Kennedy repülőtérre, és a felesége is megérkezik félórán belül. Sonny pizzát és sört kér a nőknek, és az ájultnak aszpirint, de Moretti sör helyett üdítőt és kólát javasol.
Nemsokára megérkezik a pizzásfiú, akit Sonny bőkezűen kifizet a megjelölt pénzből, bár Moretti azt mondja neki, hogy az étel ki van fizetve. Amikor a tömeg izgatott kiáltozásba kezd, Sonny nekik is dobálja a pénzt, mindenfelé, ahol kiáltozó civileket lát. Amikor Sonny átveszi a pizzás és üdítős dobozokat, pizzásfiú ugrándozni és kiáltozni kezd: „sztár lettem!”.
A repülőtéren rendőrautók mozgását lehet látni, de ennek célja nem derül ki.
A bankban tovább lazul a hangulat: az egyik alkalmazott Sonny puskájával játszik, Sonny a puska szabályos, látványos felvételét és lerakását mutatja neki. A főpénztárosnő bár eddig nem dohányzott, de cigarettát kér. Sal először azt mondja, ő azért nem dohányzik, mert fél a ráktól, majd hozzáteszi: „a test az Úr temploma”
Megérkezik Sonny „felesége”, akit a megadott címen találtak: egy zavarodott férfi az, kórházi köpenyben, akit a fodrászüzletbe kísérnek a rendőrök (Sonny hiába kiabál neki), és mielőtt odaérne, Leon elájul. Sonny aggódva felhívja Morettit, aki próbálja megnyugtatni. Moretti azt javasolja Leonnak, beszélje rá Sonnyt, jöjjön ki, de Leon szerint Sonny nem hallgat senkire, még őrá sem. Leon szerint Sonny anyja egy csődtömeg, akinek fia rendszeresen adott pénzt. Leon egyszer elutazott Atlantic Citybe, ahol elment egy pszichiáterhez, aki azt mondta neki, hogy ő valójában nő, aki férfitestben él. Leon ezért elhatározta, hogy nővé operáltatja magát, de ehhez sok pénz kell, 2500 dollár, ami sem neki, sem Sonnynak nem volt. Úgy gondolja, Sonny azért tört be a bankba, hogy neki megszerezze a pénzt a műtétre. Leon rossz idegállapotban van, elmondja, hogy korábban öngyilkos akart lenni, bevett egy csomó gyógyszert, majd a kórházban felvágta az ereit. Moretti rábeszéli, hogy telefonon beszéljen Sonnyval.
A tévében bemondják, hogy az egyik bankrablónak egy homoszexuális férfi a „felesége”, akivel tavaly novemberben szabályos egyházi esküvőjük volt. Az alkalmazottak érdeklődve hallgatják a hírt.
Hirtelen elalszanak a villanyok és kikapcsol a légkondicionáló. Moretti kihívja Sonnyt az utcára, de Moretti helyett az FBI embere, Sheldon ügynök akar beszélni vele. Ő vette át az irányítást, és minden további követelést megtagad. Bemegy a bankba, hogy lássa, a túszok jól vannak. Sal azt mondja neki: közöljék mindenkivel, hogy nem mindkét bankrabló homokos (a tévében tévesen ez hangzott el). Sheldon megígéri, majd kihívja az utcára Sonnyt. Sheldon megdicséri Sonnyt a higgadt viselkedése miatt, majd azt mondja, „Salt bízza ránk”. Sonny azonban ezt nem mondja el Salnek, pedig megkérdezi, miről volt szó kint.
Amikor a bankigazgató, Mulvaney (Sully Boyar) diabetikus sokkot kap cukorbetegsége miatt, Sheldon beenged hozzá egy orvost. Miután kap egy injekciót, amitől jobban lesz, az igazgató nem akar távozni a beosztottai mellől, bár Sonny elengedné.
Leon és Sonny hosszasan beszélgetnek telefonon. Leon nem akarta ezt a kapcsolatot és nemet mond, amikor Sonny magával akarja vinni külföldre. Amikor Sonny rájön, hogy a rendőrök lehallgatják a beszélgetést, többször elmondja, hogy Leonnak nem volt semmi köze a rabláshoz.
Sonny a „női” feleségét is felhívja, aki idegesítő panaszáradatba kezd és nem hagyja Sonnyt szóhoz jutni.
Kint a homoszexuálisok és transzvesztiták szimpátiatüntetésbe kezdenek, transzparensek jelennek meg „Veled vagyunk Sonny” és „Sonny a miénk” feliratokkal.
Sonnyt nem sokkal később újból szólítják hangosbeszélőn, ezúttal az anyját látja az utcán. Sonny röviden beszél vele, majd hazaküldi. Bent hivatalos végrendeletet diktál az egyik alkalmazottnak, amiben életbiztosítása felől rendelkezik, ami 10 000 dollárt ér. Ebből 2700-at Leonra hagy, „szeretett feleségére”, arra a célra, hogy nővé operáltassa magát.  „Kedves felesége”, Angela 5000-et kapjon.
Megérkezik a furgon, ami majd kiszállítja őket a repülőtérre. A kezeslábasba öltözött néger sofőr segítségével Sonny átvizsgálja a kocsi belsejét, benyúl az ülések alá, de semmi gyanúsat nem talál. A sofőr azt mondja, nem tudja, miről van szó, de látta Sonnyt a tévében. Sheldon egy addig ismeretlen nyomozóra, Murphyre akarja bízni a vezetést, de Sonny a néger sofőrt akarja, aki azonban nem akarja vállalni, hogy ő vezessen, és gyakran Sheldonra néz. Amikor azonban beszáll a kocsiba, Sonny kiszállítja azzal, hogy zsaru és nem akarja, hogy átverjék. Így mégis Murphy fog vezetni.
Sonny a bejáratig beviszi magával Murphyt, majd szedelőzködésre szólítja fel a nőket. Az autóig a nők szoros gyűrűjében mennek, majd Sonny jelére hirtelen beszállnak. Az egyik nőt elengedik, aki elbúcsúzik, majd szaladva távozik. Az autóban Murphyval együtt kilencen ülnek, Sal a hátsó sorban ül középen, Sonny elől középen, Murphy és az igazgató mellett. Mindenki látványosan izzad. Murphy még az indulás előtt megkéri Salt, hogy a rá szegezett puskát tartsa kissé felfelé, mert ha az autó döccen egyet, a puska elsülhet. Sal ekkor kissé felfelé fordítja a csövet, de még az autó elindulása előtt újból leereszti és egyenesen tartja, ezért Murphy megint megkéri, hogy tartsa fölfelé.
Az autójuk előtt Sheldon kocsija halad közvetlenül, az előtt pedig több rendőrautó. Egy rendőrségi helikopter is kíséri a menetet, ami rendkívül nehézkesen indul el. Autójuk oldalát a homoszexuálisokat utáló tömeg megdobálja, amint lassan elhaladnak előttük, mások ünneplik Sonnyt. Két mellettük elhaladó személyautóból szidalmazzák őket.
A konvoj eseménytelen út után kiér a John Fitzgerald Kennedy nemzetközi repülőtérre, ahol egy négyhajtóműves, sugárhajtású személyszállító gép áll meg a közelükben. Murphy azt a tájékoztatást adja, hogy ez az ő gépük. A gép felső részén Modern Air felirat olvasható, jobbról mellette kisméretű amerikai zászló látható. Sheldon még tárgyal valamiről a kollégáival, majd az autóhoz lép, oda, ahol az igazgató ül és leereszteti vele az ablakot. Egy újabb túsz elengedését kéri, ahogy megállapodtak. Sonny javaslatot kér, az igazgató a „Sylvia” nevet mondja, de ehelyett az idegesen nevetgélő Maria száll ki, és átad Salnek egy láncot, mert tudja, hogy ez az első útja és fél a repüléstől. Sonny amiatt aggódik, hogy lesz-e ennivaló a gépen, majd amikor Sheldon megnyugtatja, hogy igen, Sonny Salhez fordul, hogy indulhatnak-e. Sheldon szemvillanására Murphy újból megkéri Salt, hogy tartsa felfelé a fegyvert, majd amikor megteszi, egy titkos oldalrekeszből pisztolyt vesz elé, és homlokon lövi Salt, aki azonnal meghal. Az autóban sikoltozás tör ki, Murphy Sonny fejéhez tartja a pisztolyt. A túszok gyorsan kiszállnak, majd szép lassan Sonny is, a fejéhez tartott fegyver miatt. Az autó elejére fektetik és megbilincselik, eközben Sheldon nyomozó ismerteti a jogait. Ezalatt Sal holttestét elszállítják egy hordágyon.
Feliratokból megtudjuk, hogy „Sonny Wortzik húszéves börtönbüntetést kapott. Angie Wortzik gyermekeivel segélyen él. Leon Shermer nővé operáltatta magát és New Yorkban él”.

## Szereposztás
Sal szerepére eredetileg egy tizennyolc éves színészt kerestek, mert az a kor közelebb állt volna a valóságos eset elkövetőjéhez.
| szerep                                 | színész                  | tevékenysége                                                            | Szinkron 1                           | Szinkron 2          |
| -------------------------------------- | ------------------------ | ----------------------------------------------------------------------- | ------------------------------------ | ------------------- |
| Sonny Wortzik                          | Al Pacino                | bankrabló                                                               | Sebestyén András és Seder Gábor      | Háda János          |
| Salvatore "Sal" Naturile               | John Cazale              | Sonny partnere a bankrablásban                                          | Reviczky Gábor                       | Fazekas István      |
| Eugene Moretti nyomozó rendőr őrmester | Charles Durning          | kezdetben ő tárgyal Sonnyval                                            | Csurka László                        | Juhász György       |
| Sheldon ügynök                         | James Broderick          | FBI-ügynök, aki átveszi Moretti tárgyalószerepét                        | Izsóf Vilmos                         | Barbinek Péter      |
| Murphy ügynök                          | Lance Henriksen          | FBI-ügynök                                                              |                                      |                     |
| Leon Shermer                           | Chris Sarandon           | Sonny operáció előtt álló transzszexuális felesége                      | Ifj. Pató István és Bodrogi Attila   |                     |
| Sylvia                                 | Penelope Allen           | főpénztáros                                                             | Schubert Éva                         | Menszártor Magdolna |
| Mulvaney                               | Sully Boyar              | bankigazgató                                                            | Szabó Ottó és Kárpáti Tibor          | Koroknai Géza       |
| Angie                                  | Susan Peretz             | Sonny elvált felesége                                                   | Pregitzer Fruzsina és Fazekas Andrea |                     |
| Jenny "The Squirrel"                   | Carol Kane               | bankpénztáros                                                           | Szabó Gertrúd                        |                     |
| Stevie                                 | Gary Springer            | bankrabló, aki a rablás megkezdése után nem sokkal elhagyja a helyszínt | Szokol Péter                         |                     |
| Howard Calvin                          | John Marriott            | fegyvertelen biztonsági őr                                              | Buss Gyula                           |                     |
| orvos                                  | Philip Charles MacKenzie | ő megy be a bankba Mulvaney-hez, mikor ő rosszul lesz                   | Borbély László                       |                     |
| Maria                                  | Amy Levitt               | banki alkalmazott                                                       |                                      |                     |
| Sonny anyja                            | Judith Malina            |                                                                         |                                      |                     |

## Eltérések a valóságos esethez képest

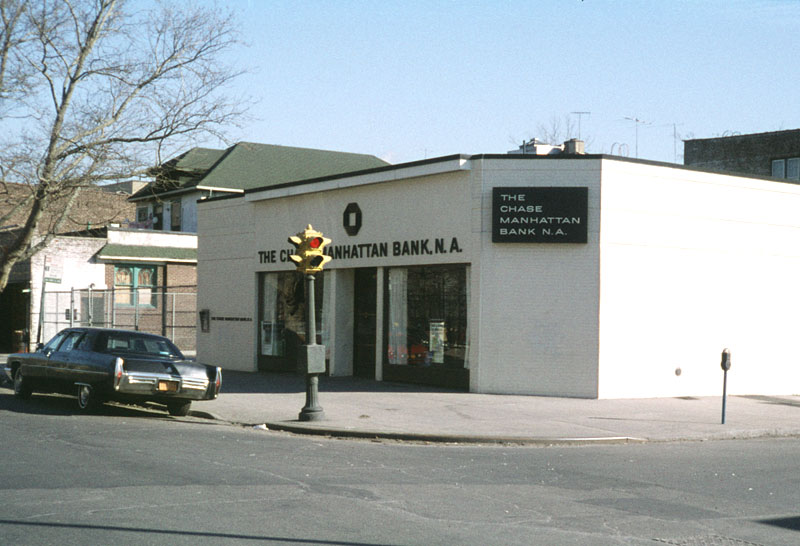
A valóságos eset helyszíne, 450 Avenue P, Brooklyn, New York (1975-ös fénykép)

Wojtowiczot húsz év börtönre ítélték, de abból csak öt évet kellett letöltenie.
Wojtowicz levelet írt a The New York Timesnak 1975-ben, amiben azt írta, hogy „a film csak 30%-ban tükrözi a valóságot”.  Wojtowicz kifogásai közé tartozott a felesége, Carmen Bifulco ábrázolása, az, hogy az anyjával egyáltalán nem beszélt akkor, és hogy a rendőrség visszautasította, hogy beszélhessen a feleségével, Carmennel. Ugyanakkor dicsérte Al Pacino és Chris Sarandon alakítását, amik szerinte pontosak voltak. Kifogása volt az is, hogy Sal 18 éves volt, a filmbeli 39 évessel szemben.
A filmben Sonny végrendeletet hagy az életbiztosítása felhasználásáról. A valóságos életben Wojtowicz a film nettó nyereségéből 1%-ot kapott, amiből pénzt adott Ernest Aronnak a nővé operálásra.
A bank, ahol a valóságos eset történt, a Chase Manhattan Bank egyik fiókja volt az Avenue P-n, Brooklynban. Ez az East 3rd Street kereszteződésben van.

## Megjelenése
A film DVD-n 1997. december 16-án jelent meg.

## Fogadtatás
A filmet már bemutatásakor pozitívan fogadták a kritikusok. Az amerikai filmkritikusok véleményét összegző Rotten Tomatoes 97%-ra értékelte 36 vélemény alapján.
Vincent Canby filmkritikus Sidney Lumet legpontosabb New York-i filmjének nevezte és dicsérte a színészek alakítását. Roger Ebert, a Chicago Sun-Times filmkritikusa 1975-ös kritikájában Sonny-t úgy nevezte: „Egyike a legérdekesebb karaktereknek a modern kori filmekben.” 3,5 csillagot adott a lehetséges 4-ből.
A Kánikulai délután („Dog Day Afternoon”) szerepel az Empire filmmagazin 500-as listáján.

## Díjak, jelölések
elnyert díjak:
- Oscar-díj a legjobb eredeti forgatókönyvnek – Frank Pierson
- National Board of Review of Motion Pictures, legjobb mellékszereplő – Charles Durning
- Writers Guild of America Award, legjobb eredeti drámai forgatókönyv – Frank Pierson
- British Academy Award, legjobb főszereplő – Al Pacino

jelölések:
Oscar-díj jelölések
- legjobb film (Martin Bregman és Martin Elfand)
- legjobb rendező (Sidney Lumet)
- legjobb férfi főszereplő (Al Pacino)
- legjobb férfi mellékszereplő (Chris Sarandon)
- legjobb vágás (Dede Allen)

Arany Glóbusz jelölések:
- legjobb filmdráma
- legjobb filmrendező (Sidney Lumet)
- legjobb férfi főszereplő filmdrámában (Al Pacino)
- legjobb forgatókönyv (Frank Pierson)
- legjobb férfi mellékszereplő (Charles Durning)
- Golden Globe-díj a legjobb férfi mellékszereplőnek (John Cazale)

további filmes vonatkozások
70. az AFI (Amerikai Filmintézet) 100 év... 100 borzongás listáján.
Az „Attica! Attica!” kiáltás a 86. az AFI „100 legjobb idézet” listáján.
1998-ban és 2007-ben jelölték az AFI „100 év... 100 film” listájára.
2006-ban a Premiere magazin „Minden idők 100 legnagyobb alakítása” listáján Al Pacino a 4. helyre került „Sonny” megformálásával.
2009-ben a Kongresszusi Könyvtár Filmmegőrzési bizottsága az „amerikai nemzeti filmregiszter”-be sorolta be, „mint kulturális, történelmi vagy esztétikai értéke miatt örök időkre megőrzésre érdemes alkotást”.

## A film készítése
A film egy újságcikk alapján született, amit P. F. Kluge és Thomas Moore írt a Lifeban 1972 szeptemberében. A filmben sok részlet olvasható volt az újságcikkben: a két bankrabló, Wojtowicz és Naturile szoros kapcsolatot alakított ki a túszaikkal, illetve a rendőrség képviselőivel. Robert Barrett fiókigazgató ezt nyilatkozta: „Gyűlölnöm kellett volna ezeket a srácokat, de aznap többet nevettem, mint előtte hetek alatt. Egyfajta bajtársiasság alakult ki köztünk.”
A film alapján megjelent könyv megírásában Leslie Waller író is közreműködött, aki a szervezett bűnözésről közöl írásokat.
A filmben gyakorlatilag nincsen zene, csak a bevezető képsorokban, ekkor Elton John Amoreena című száma szól az 1970-es „Tumbleweed Connection” című albumáról (ekkor a szereplők beszélgetését még nem halljuk), illetve a bankban egy rádióból röviden hallható a Uriah Heep együttes Easy Living című száma a „Demons and Wizards” című albumukról.
Bár a történet augusztusban, egy igen meleg nyári napon játszódik, néhány külső jelenetet annyira hűvös időben vettek fel, hogy a szereplőknek jeget kellett a szájukba venniük, hogy ne látszódjon a leheletük.

## Forgatási helyszínek
A külső jeleneteket Brooklyn Windsor Terrace nevű részén vették fel a Prospect Park West-en, a 17. és 18. utca között. A bank belsejében játszódó jeleneteket egy raktárban felépített díszletben forgatták.

## Fordítás
- Ez a szócikk részben vagy egészben  a   Dog Day Afternoon című angol Wikipédia-szócikk fordításán alapul.  Az eredeti cikk szerkesztőit annak laptörténete sorolja fel. Ez a jelzés csupán a megfogalmazás eredetét és a szerzői jogokat jelzi, nem szolgál a cikkben szereplő információk forrásmegjelöléseként.